# Морщинистый калао
Морщинистый калао (лат. Rhabdotorrhinus corrugatus) — вид птиц из семейства птиц-носорогов (Bucerotidae). До 2013 года включался в род Aceros.

## Описание
Длина тела птиц 65—70 см. Оперение тела у обоих полов чёрное; треть от основания перьев хвоста чёрная, остальная часть светлая. У самцов оперение лица и горла белое или жёлто-белое; кожа вокруг глаз голая, светло-синяя; кончик подклювья и надклювье, кроме основания, жёлтые, основание клюва красное, подклювье снизу складчатое, тёмное; роговой вырост красный; у молодых самцов клюв весь жёлтый. У самок клюв почти весь жёлтый; оперение головы чёрное; лицо обнажённое, кожа лица синяя.
Питаются плодами деревьев, например, фиговых.

### Размножение
Самка на протяжении двух-четырёх дней откладывает 2—3, реже 4 яйца. Инкубационный период длится 29—31 день, на время высиживания самка замуровывается в дупле. Птенцов выкармливают 60—76 дней.

## Распространение
Распространён на юге Таиланда, полуостровной Малайзии, на Суматре (включая острова Рупат и Пайонг), островах Бату и Калимантане; недавно отмечен на северо-западе Камбоджи; вымер в Сингапуре.
Обитает в вечнозелёных и затопляемых лесах, на высоте до 1000 метров над уровнем моря. Птицы часто встречаются на верхушках высоких деревьев.